# Boulevard Augustin-Guillaume-Deltour
Le boulevard Augustin-Guillaume-Deltour, ou simplement Deltour, est une voie de Toulouse, chef-lieu de la région Occitanie, dans le Midi de la France.

## Situation et accès

### Description
Le boulevard Augustin-Guillaume-Deltour est une voie publique. Il traverse les quartiers de Guilheméry et de la Côte-Pavée.
La chaussée compte une voie de circulation automobile dans chaque sens. Il appartient à une zone 30 et la vitesse y est limitée à 30 km/h. Il n'existe pas de bande, ni de piste cyclable.

### Voies rencontrées
Le boulevard Augustin-Guillaume-Deltour rencontre les voies suivantes, dans l'ordre des numéros croissants (« g » indique que la rue se situe à gauche, « d » à droite) :
1. Avenue Jean-Rieux (g)
2. Rue du Docteur-Jean-Arlaud (d)
3. Rue Armand-Sylvestre (d)
4. Rond-point Alain-Gazeau (d)
5. Avenue Balansa (d)
6. Rue de Limayrac
7. Rue Raynaud (g)
8. Rue de l'Aurore (d)
9. Rue Cambigue (g)
10. Chemin de Lafilaire
11. Rue Affre (g)
12. Avenue Raymond-Naves
13. Rue de Montségur (d)
14. Avenue de Castres

### Transports
Le boulevard Augustin-Guillaume-Deltour est parcouru sur toute sa longueur par la ligne de bus 51 ainsi que, entre l'avenue de Castres et la rue de Limayrac, par la ligne de bus 23. De plus, il débouche au nord sur l'avenue de Castres, desservie par la ligne de Linéo L1, et au sud sur l'avenue Jean-Rieux, desservie par la ligne de Linéo L8 et la ligne de bus 51.
En 2028, le boulevard Augustin-Guillaume-Deltour se trouvera également à proximité de la station Côte-Pavée, sur la ligne de métro .
Enfin, il existe plusieurs stations de vélos en libre-service VélôToulouse le long du boulevard Augustin-Guillaume-Deltour : les stations no 198 (face 25 chemin de Lafilaire), no 199 (4 boulevard Augustin-Guillaume-Deltour) et no 214 (48 avenue de Castres).

## Odonymie
Le boulevard porte, depuis son origine, le nom d'Augustin Deltour (1871-1923). Né à Toulouse, au no 4 rue de la Colombe (emplacement de l'actuel no 21 place Étienne-Esquirol), dans une famille d'artisans, il est lui-même négociant. Il est proche des courants socialistes et en 1900, il est l'un des fondateurs de l'Union socialiste de Toulouse, affiliée au Parti ouvrier français (POF), puis à la Section française de l'Internationale ouvrière (SFIO). Il connaît une carrière de conseiller municipal de 1906 à 1919. Il est en particulier adjoint au maire chargé de l'octroi entre 1906 et 1908, puis entre 1912 et 1919, sous les municipalités de Jean Rieux. Entre 1913 et 1919, il est également conseiller d'arrondissement, élu dans le canton de Toulouse-Centre.

## Patrimoine et lieux d'intérêt

### Maisons et immeubles
- no  7 : villa Fontanet (1949)[3].
- no  12 bis : maison (vers 1925)[4].
- no  21 : maison (vers 1925)[5].
- no  32 bis : maison (vers 1926)[6].
- no  37-37 bis: maisons (vers 1925)[7],[8].
- no  46 : maison (vers 1926)[9].
- no  58 : maison (vers 1926)[10].
- no  61 : maison (vers 1937)[11].
- no  92 : maison Laborie (1933, David Moretti)[12].
- no  97 : maison (vers 1926)[13].
- no  102 : maison (deuxième moitié du XXe siècle)[14].
- no  112 : maison (1936, Pierre Fort)[15].
- no  113 : maison (deuxième quart du XXe siècle)[16].
- no  116 : maison (vers 1933)[17].
- no  122 : maison (deuxième moitié du XXe siècle)[18].
- no  123 : maison (vers 1926)[19].

### Institut Limayrac
L'Institut Limayrac est un établissement privé catholique d'enseignement supérieur. Il est créé en 1943, à la suite du départ de l'Institut normal d'éducation de la Rue Monsieur (actuel Institut supérieur Clorivière, no 119 boulevard Diderot), placé sous la tutelle des Filles du Cœur de Marie à Paris. Après la Seconde Guerre mondiale, une partie des enseignants reste à Toulouse et dispense d'abord un enseignement technique ménager. Il investit le site de la rue de Limayrac, bâti entre 1962 et 1965, et diversifie progressivement ses formations dans le secteur sanitaire et social en 1970 et la diététique en 1977, le secrétariat en 1971, le tourisme en 1975, la comptabilité et la gestion en 1978.

### Œuvre publique
- fontaine Wallace. 
Une fontaine Wallace est installée en 2008 au carrefour de l'avenue Balansa, au niveau du rond-point Alain-Gazeaud, réaménagé cette année-là[20].